# Квинт Опимий (трибун)
Квинт Опимий (Quintus Opimius L. f. Q. N.) е политик на Римската република от 1 век пр.н.е. Произлиза от плебейската фамилия Опимии.
През 75 пр.н.е. той е народен трибун. Консули тази година са Луций Октавий и Гай Аврелий Кота. Той e против закона Lex Cornelia и помага на консула Гай Аврелий Кота в изработването на закон, с който се разрешава на народните трибуни отново да заемат и други служби, което им е било забранено от Луций Корнелий Сула.